# Polo Democratico Alternativo
Il Polo Democratico Alternativo (in spagnolo: Polo Democrático Alternativo, PDA) è un partito politico colombiano affermatosi nel 2005 come coalizione tra due distinti soggetti politici:
- il Polo Democratico Indipendente (Polo Democrático Independiente, PDI);
- Alternativa Democratica (Alternativa Democrática, AD).

Il PDI e il DA hanno scelto il candidato alle elezioni presidenziali del 28 maggio 2006 con delle elezioni primarie, tenute in contemporanea alle elezioni politiche del 12 marzo 2006. A sorpresa è prevalso il candidato di AD Carlos Gaviria sul candidato del più forte PDI, Antonio Navarro Wolff (ex-leader del M-19, movimento guerrigliero divenuto partito politico alla fine degli anni '80 iniziando a chiamarsi Alianza Democrática M-19, o AD/M-19). Alle elezioni presidenziali del 2006 Gaviria è arrivato secondo, seppur molto staccato dal riconfermato presidente Álvaro Uribe Vélez, con il 22,04%. Alle elezioni parlamentari elegge 10 senatori e 8 deputati.
Nel 2007 un proprio esponente, Samuel Moreno Rojas diventa sindaco di Bogotà.
Alle elezioni presidenziali del 2010 candida Gustavo Petro che ottiene il 9,14% arrivando quarto. Qualche mese dopo Petro e Navarro Wolff escono dal partito e fondano il Movimento Progressisti. Nel 2011 Moreno Rojas è stato sospeso da sindaco di Bogotà e poi incarcerato. Al suo posto viene eletto Gustavo Petro.
Nelle presidenziali del 2014 presenta Clara López Obregón che pur arrivando ad una percentuale del 15,23 si classifica quarta. Il partito invece alle legislative ha conseguito un risultato deludente dimezzando la rappresentanza parlamentare.